# Гоголь-Яновский, Георгий Иванович
Гео́ргий Ива́нович Го́голь-Яно́вский (20 апреля 1868, Полтавская губерния — 2 февраля 1931, Ленинград) — русский, советский биолог, педагог, винодел и государственный служащий.

## Биография
Родился в 1868 году в Полтавской губернии. Происходил из дворянского рода Гоголей-Яновских.
В 1890 году окончил естественное отделение физико-математического факультета Императорского Санкт-Петербургского университета. После непродолжительной работы на кафедре ботаники университета Георгий Иванович отправился на Кавказ. С 1893 года служил виноделом в Кахетии, в усадьбе Цинандали, с 1896 года заведовал тифлисским Удельным подвалом, выпускавшим кавказские вина. В 1908 году Георгий Иванович был назначен первым управляющим Удельного ведомства в имении Темпельгоф, со 150 десятинами виноградников, где под его руководством производились столовые вина и коньяки. С 1912 года был помощником инспектора удельного виноградарства и виноделия и заведующим центральным Удельным подвалом в Москве. После революции работал заведующим отделом Наркомзема РСФСР, был специалистом по виноградарству и виноделию объединения «Садвинтрест» при Наркомземе. Занимался преподавательской деятельностью, писал книги по виноградарству и виноделию, посещал съезды с участием таких учёных как Н. И. Вавилов, Б. А. Келлер, Н. М. Тулайков и др. С 1920-го года — доцент, профессор и заведующий кафедрой виноградарства Петровской сельскохозяйственной академии, преобразованной впоследствии в МСХА им. К. А. Тимирязева.
Умер 2 февраля 1931 года после непродолжительной болезни в Ленинграде. Похоронен в Ленинграде.

## Достижения
- Ввёл приготовление белых столовых вин по европейскому способу в Кахетии, с брожением без мезги.
- Внедрил рациональную технологию приготовления вин из сортов Рислинг, Каберне, Сильванер и др.
- Составил проект единых правил приготовления вин, регулирующих спиртование и подсахаривание виноградных сусел.
- Внёс вклад в исследования по выделению и отбору отечественных штаммов дрожжей чистых культур[8].

## Работы
- Гоголь-Яновский Г. И. «Виноградники и виноделие во Франции и Германии». — Тифлис: Типография Тифлисского Метехского тюремного замка, 1897.
- Гоголь-Яновский Г. И. «Задачи рационального виноградарства и виноделия на Кавказе». — Тифлис: Типография К. П. Козловского, 1898.
- Гоголь-Яновский Г. И. «Руководство по виноградарству». Москва-Ленинград: Государственное издательство, 1928 г.[9]
- Гоголь-Яновский Г. И. «Руководство по виноделию». Москва-Ленинград: Сельколхозгиз, 1932 г.[10]